# Monteagudo (kommun i Spanien)
Monteagudo är en kommun i Spanien.   Den ligger i provinsen Provincia de Navarra och regionen Navarra, i den nordöstra delen av landet, 240 km nordost om huvudstaden Madrid. Antalet invånare är 1 145. Arean är 10,9 kvadratkilometer.
Terrängen i Monteagudo är platt.